# Музей „Дрохобичина“
Музей „Дрохобичина“ (на украински: Музе́й „Дрого́биччина“; на полски: Muzeum Drohobyczyna), по-известен като Дрохобички краеведски музей или просто Дрохобички музей, е музеен комплекс, разположен в град Дрохобич, Лвовска област, Украйна.
Музеят се състои от 7 отдела и библиотека с диаспорна литература.
Фондовете съдържат повече от 50 000 експоната, предоставящи информация за природата, историята и културата на региона, етнографското наследство и творческите достижения на известни личности от региона на Дрохобич. Музейните експонати представят живота в региона от палеолита до наши дни.
Музеят съхранява пет паметника с национално значение:
- Църква „Свети Георги“ с камбанария,
- Църква „Въздвижение на Светия кръст“ с камбанария,
- единствената историческа селскостопанска сграда в Украйна - Градското зърнохранилище (построено 1778 г.),
- три архитектурни паметника с местно значение от дворцов тип.

## Административна структура
Администрацията на музеен комплекс „Дрохобичина“ е организирана в следните отдели:
- Отдел за природни науки,
- Отдел по история, с филиал „Дрохобички музей „Затвор на ул. „Стрийска““,
- Галерия за сакрално изкуство,
- Отдел за европейско изкуство (по-известен като „Дворец на изкуствата“),
- Отдел за дървена архитектура,
- Информационно-издателски отдел,
- Библиотека „Степан Китка“,
- Фондов отдел.

## История на музея
Още в началото на май 1912 г. и до май 1913 г. в Дрохобич функционира пътуващ анатомичен музей „Музей Трабер“. През 1936 г. започва създаването на първия „Регионален музей на Дрохобичките земи“, кръстен на маршал Йозеф Пилсудски. Автор на идеята е известният изследовател на историята на града и професор в местната гимназия Мстислав Мскивуевски.
На 27 януари 1940 г. е одобрен документът „За организацията на музеите в района на Дрохобич“, на базата на който започва изграждането на нов, съветски музей, базиран на бившия полски музей в Дрохобич.
Дрохобичкият краеведски музей е официално основан като Държавен регионален краеведски музей „Дрохобичина“ на 8 май 1940 година на база на документа „Резолюция на Народния комитет на Украинска ССР „За организацията на музеите и библиотеките в западните райони на Украйна““ от същата дата.
В периода януари – май 1940 г. сградата на бившия Дрохобички окръжен съвет, построена през 1894 г., е прехвърлена на музея (понастоящем в тази сграда се помещава отделът за природа и история). За основа на музейната експозиция служат колекциите на Карол Ланчкоронски, Хиривското йезуитско училище, отделни колекции на бившия историко-етнографски музей в Самбир и на природо-етнографския музей в Трускавец.
В годините на немската окупация на Дрохобич по време на Втората световна война част от експонатите на музея са унищожени. Институцията възстановява своята дейност в края на 1944 година.
С независимостта на Украйна започва реалното развитие на институцията на музея. През 1996 г. е открита Художествената галерия на Дрохобич, която се намира в сградата, построена от заместник-градоначалника на Дрохобич в началото на XX век – Якуб Файерщайн. Екстериорът на къщата е напълно запазен, докато интериорът е сменен.
През 2005 г. музеят "Дрохобичина" получи една от най-красивите сгради в града, построена в архитектурата на късния бароков стил от началото на XX век – бившата къща на местния рентгенолог Йожеф Рот, в която сега се помещава Дворецът на изкуствата.

## Музеен фонд и експозиции
Предметите, които са част от музейния фонд се съхраняват в съответните отдели на музея. 
Природният отдел представя обширна експозиция, която разкрива геоложките, релефните и климатичните особености на южната част на Лвовска област, флората и фауната на региона чрез геоложки образци, хербарии на растения, колекции от препарирани риби, земноводни и сухоземни животни. Артефактите, принадлежали преди на Хиривското йезуитско училище са исторически рядкости, като възрастта им е над 100 години.
Историческата експозиция представя бита от региона още от палеолита. В 14 зали са представени артефакти, които очертават социалния и културен живот на Дрохобич. Регионът е бил център на производството на сол и добив на нефт в различни исторически епохи.
Музеят разполага с първата в Украйна мемориална стая, посветена на Андрий Мелник, украински военен и политически деец, полковник от армията на Украинската народна република, организатор на Сечевите стрелци и ръководител на мрежата на Организацията на украинските националисти.
Постоянна експозиция „Войници на достойнството и свободата” представя фотодокументи и артефакти от Революцията на достойнството и зоната на бойните действия: щитове, оръжия, балаклави, каски, бронежилетки, военни трофеи, награди, агитационни печатни продукти, бойни знамена. и лични вещи на съвременните герои.
Филиал на историческия отдел – историко-мемориалният комплекс „Затвор на ул. „Стрийска““, се намира на територията на бившия вътрешен затвор на НКВД. Експозицията в две бивши килии позволява на посетителите да се запознаят с архивни снимки и документи – протоколи от разпити и въпросници на задържани, да разгледат останките от лични вещи на затворници, открити по време на разкопки през 90-те години, и да видят инструменти за изтезания и оръжия.
Отделът за европейско изкуство представя предмети от бита, мебели, текстил, дърворезба, оръжия, художествен метал, италианска майолика от XVII в., индийска керамика от XVIII в., китайски фаянс от XIX в., порцелан от XIX в. от Австрия, Германия и Холандия, образци на европейската живопис и графика. Експонатите са част от личната колекция на Карол Ланчкоронски.
Друга съвременна мултимедийна изложба „Бруно Шулц и неговият град” е посветена на писателя, художник и визионер Бруно Шулц. Представени са цитати от негови литературни произведения, фотокопия от лична кореспонденция, автентични снимки и документи, както и фрагменти от автентична стенопис по теми от Приказките на братя Грим, която Шулц използва за да украси детска стая във Вила Ландау.
В галерията за сакрално изкуство се помещава колекция от западноукраинска иконопис от XVI – XX в. и други религиозни артефакти: ръкописи, стари отпечатъци, знамена, дървени скулптури и църковен реликварий. В отдела има и постоянна експозиция „Величието и трагедията на преследваната църква“, която представя свитедетелства за живота и борбата на Украинската гръкокатолическа църква по време на съветския период. Личните вещи на митрополит Андрей Шептицки и патриарх Йосиф Слипий заслужават специално внимание.
Отделът за паметници на дървената архитектура е представен от две религиозни сгради:
Църква „Свети Георги“ с камбанария
Барокова църква с камбанария, която представлява цялостен архитектурен комплекс, паметник на дървената архитектура от XV – XVII в. с национално значение. Църквата е включена в Списъка на световното наследство на ЮНЕСКО.
Запазени са уникални рисунки в интериора на църквата. Стенописът представя редки и иконографски сцени. Характерно е обогатяването на някои религиозни сюжети с местни етнографски мотиви, което позволява на посетителите да си представят живота и ежедневието на галицийците през XVII век.
Църква „Въздвижение на Светия кръст“ с камбанария
Църква с архитектурни черти от готическия стил, по-стара от църквата „Свети Георги“. Църквата е уникална сред запазените до днес украински църкви заради запазената живопис от 1636 г. в олтарната част и ниския иконостас. Сводът на апсидата е оставен видим, подобно на староруската църковна архитектура. В църквата е запазено едно от най-старите изображения на Иисус Христос, в образа на украински епископ.